# DS 5LS
Pour les articles homonymes, voir DS 5.
La DS 5LS est une berline tricorps du constructeur automobile français DS Automobiles produite en Chine pour le marché local. Elle est la première voiture de la marque et elle ne possède pas de référence à Citroën.

## Présentation
La DS 5LS est dévoilée le 19 décembre 2013 au Carrousel du Louvre, à Paris, avant d'être commercialisée en mars 2014 en Chine. LS signifie "Luxury Sedan" et le "5" correspond au positionnement du modèle dans la gamme.

## Caractéristiques techniques

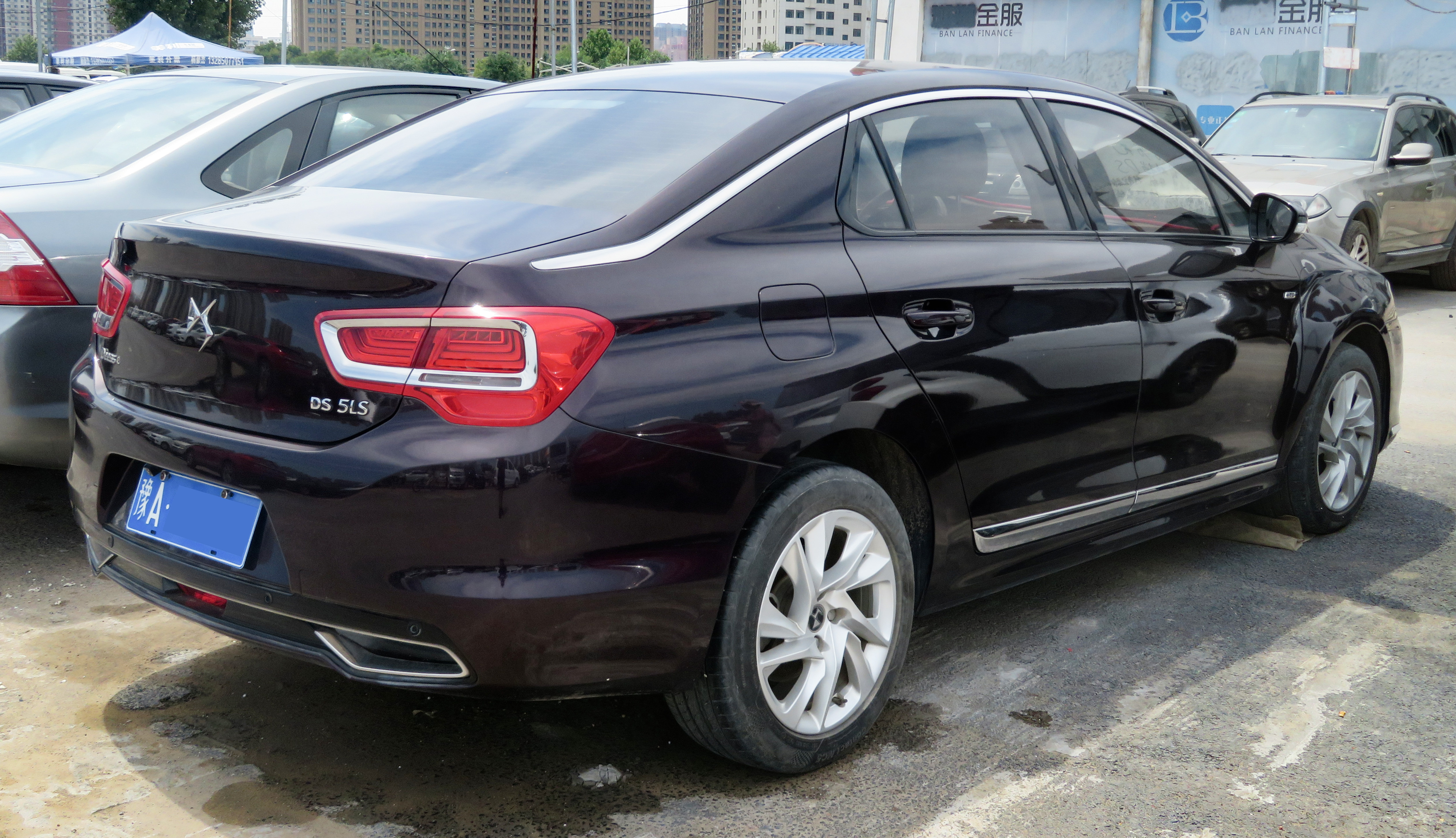
DS 5LS

La DS 5LS reprend le châssis et les trains roulants de la DS 5 tout en ayant pour base la Citroën C4L. Elle est motorisée par deux quatre cylindres, un 1.8 VTi (sans turbo) développant 138 ch et 1.6 litre turbo développant au choix 163 ch ou 200 ch. La planche de bord est inédite, même si quelques éléments sont empruntés à d'autres DS.
En février 2015, la DS 5LS reçoit un nouveau 1.2 turbo-essence de 134 ch, qui doit à terme remplacer l'ancien 1.8 VTI.

### Motorisations
| Moteur      | Couple maximal (N m) | Boite de vitesses | Cylindrée (cm³) | Puissance maximale (ch) | Vitesse maximale (km/h) | 0 à 100 km/h (s) | Consommation (L/100 km) |
| ----------- | -------------------- | ----------------- | --------------- | ----------------------- | ----------------------- | ---------------- | ----------------------- |
| Essence     |                      |                   |                 |                         |                         |                  |                         |
| 1.8 VTi 140 | 170                  | BVM5/BVA6         | 1813            | 138                     | 192                     | 12.1 (10.6)      | 7.4 (6.5)               |
| 1.2 THP     | 230                  | BVA 6             | 1199            | 136                     |                         |                  |                         |
| 1.6 THP 160 | 240                  | BVA6              | 1598            | 163                     | 205                     | 8.8              | 7.7                     |
| 1.6 THP 200 | 275                  | BVA6              | 1598            | 200                     | 230                     | 8.0              | 7.4                     |

(): BVManuelle

## DS 5LS R
Une version R équipée d'un 1.6 THP poussé à 300 ch est présentée sous forme d'un show car lors du salon de l'automobile de Pékin 2014.

DS 5LS R Concept
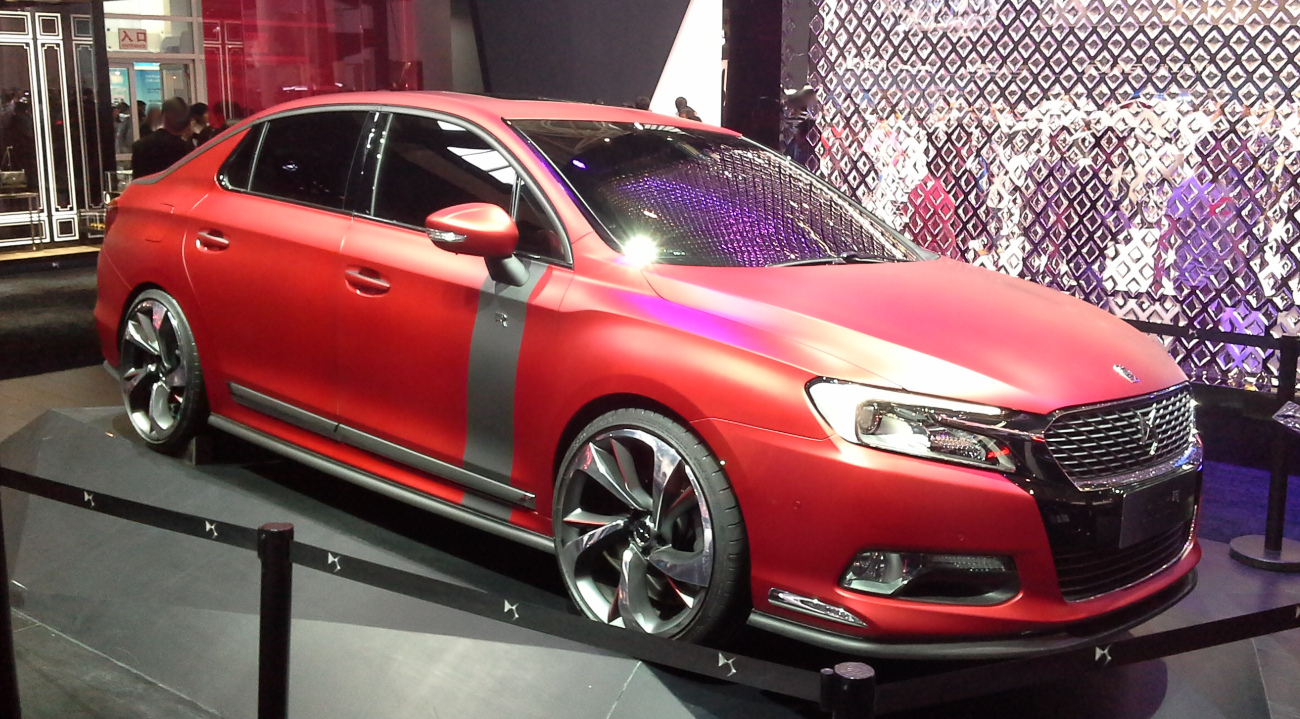
Vue de face.
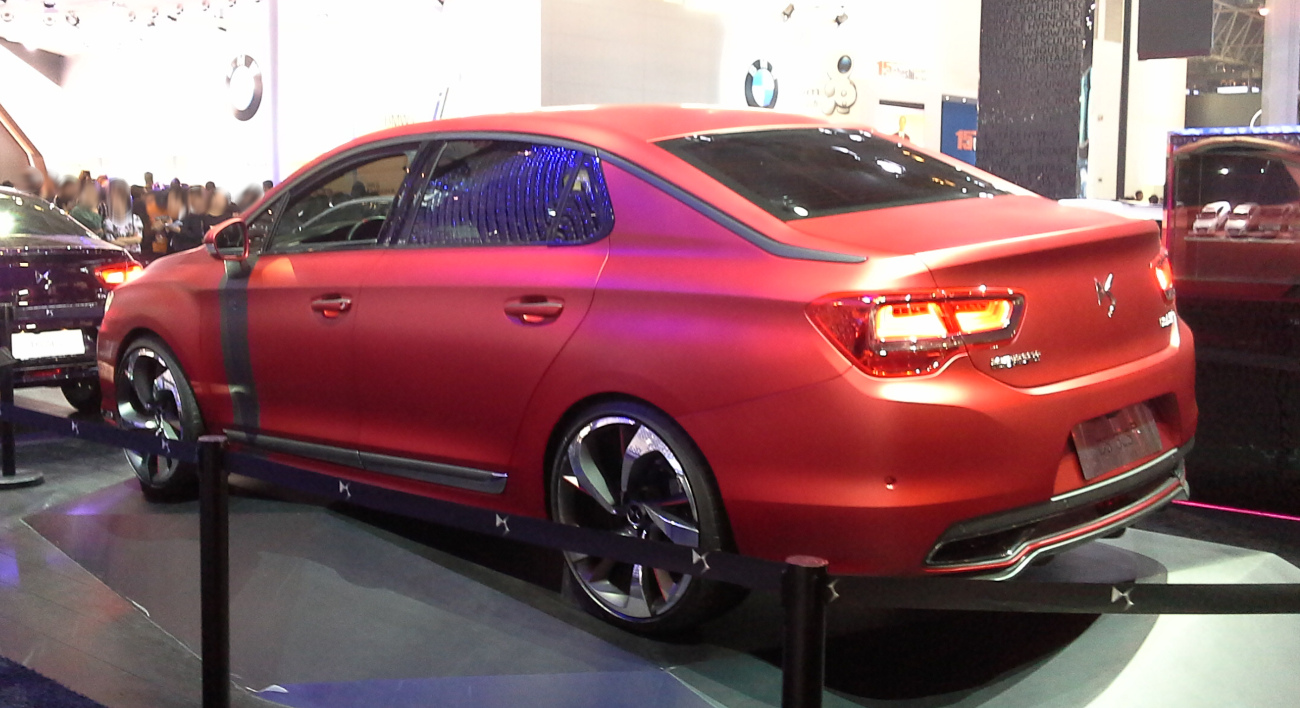
Vue de l'arrière.